# Gabriele Paoletti
Gabriele Paoletti (Roma, 11 aprile 1978) è un ex calciatore italiano, di ruolo portiere.

## Carriera
Cresciuto nelle giovanili del Torino, vince un Torneo di Viareggio e ne perde in finale un altro.
Ha giocato con i granata per due stagioni (1996-1997 e 1997-1998, senza presenze in campionato) in Serie B per poi passare al Modena in Serie C1 per altre due stagioni conquistando i play-off alla sua prima stagione da titolare, per poi trasferirsi, sempre in Serie C1, al L'Aquila. La stagione successiva (2001-2002) ritorna al Torino come terzo portiere, senza mai scendere in campo in campionato e giocando soltanto una partita in Coppa Italia.
Nel 2002 viene acquistato dalla Roma in compartecipazione, che poco dopo lo manda in prestito al Lanciano in Serie C1. Rimane in categoria per altre due stagioni con le maglie di Viterbese, conquistando la finale play-off contro il Crotone, e Reggiana arrivando alla semifinale poi persa sul neutro di Cremona contro l'Avellino.
Nell'estate del 2005 approda nell'Udinese ed esordisce con la maglia bianconera in Serie A il 6 novembre 2005 a San Siro contro il Milan nella sconfitta per 5-1. Colleziona in Friuli 6 presenze in campionato e 7 in Coppa Italia.
Il 18 gennaio 2007 si trasferisce al Messina (in compartecipazione) per sostituire Marco Storari, accasatosi al Milan, collezionando 11 presenze nella massima serie.
Nella stagione successiva (2007-2008), scelto come titolare, dopo la gara d'esordio a Trieste, pareggiata 1-1, e nei giorni conclusivi del mercato, viene messo fuori rosa e sostituito dal neo acquisto Emanuele Manitta e dal suo secondo Petrocco.
Anche se in ritardo, la sua nuova stagione comincia l'11 novembre 2008 quando viene ufficializzato dall'Arezzo il suo approdo in maglia amaranto, poi cinque giorni dopo esordisce nella gara interna contro il Pescara finita 1-1. Paoletti è confermato titolare anche nella partita successiva, vinta dall'Arezzo per 4-1. Alla fine della stagione, dopo aver accumulato 15 presenze, lascia il calcio.